# Hipposideros crumeniferus
Hipposideros crumeniferus (Lesueur & Petit, 1807) è un pipistrello della famiglia degli Ipposideridi endemico di Timor.

## Etimologia
Il termine specifico deriva dalla combinazione delle due parole latine crumina- e -ferus il cui significato è colui che porta la borsa, con allusione alla sacca ghiandolare posta sulla fronte. Tale epiteto è presente anche nel nome scientifico del Marabù africano.

## Descrizione
Questa specie è nota soltanto attraverso un'illustrazione contenuta in una tavola a colori all'interno del primo volume dell'Atlante allegato al resoconto del viaggio nelle Terre Australi, effettuato dagli scienziati francesi Pèron, Maugè e Lesueur nel 1801 e nel 1803. L'aspetto esterno è simile a quello di Hipposideros cervinus, con due fogliette supplementari ai lati della porzione anteriore della foglia nasale ed una porzione posteriore elevata, con il margine superiore semi-circolare e tre setti verticali ben distinti che la dividono in quattro celle. È presente una sacca frontale, almeno nei maschi adulti. Le orecchie sono grandi, ben separate, triangolari e con una concavità sul bordo posteriore appena sotto l'estremità appuntita, la quale è piegata all'indietro. La coda è lunga e si estende leggermente oltre l'ampio uropatagio.

## Biologia

### Alimentazione
Probabilmente si nutre di insetti.

## Distribuzione e habitat
Questa specie è presumibilmente presente soltanto sull'isola di Timor. R.E.Goodwin nella sua monografia sui pipistrelli dell'isola considera la sua presenza molto dubbia.
Vive probabilmente nelle foreste primarie.

## Conservazione
La IUCN Red List, considerati i continui dubbi tassonomici circa la sua validità come specie distinta e l'assenza di informazioni recenti circa il suo areale, lo stato della popolazione e i requisiti ecologici, classifica H.crumeniferus come specie con dati insufficienti (DD).